# Konferencja w Quebecu (1864)

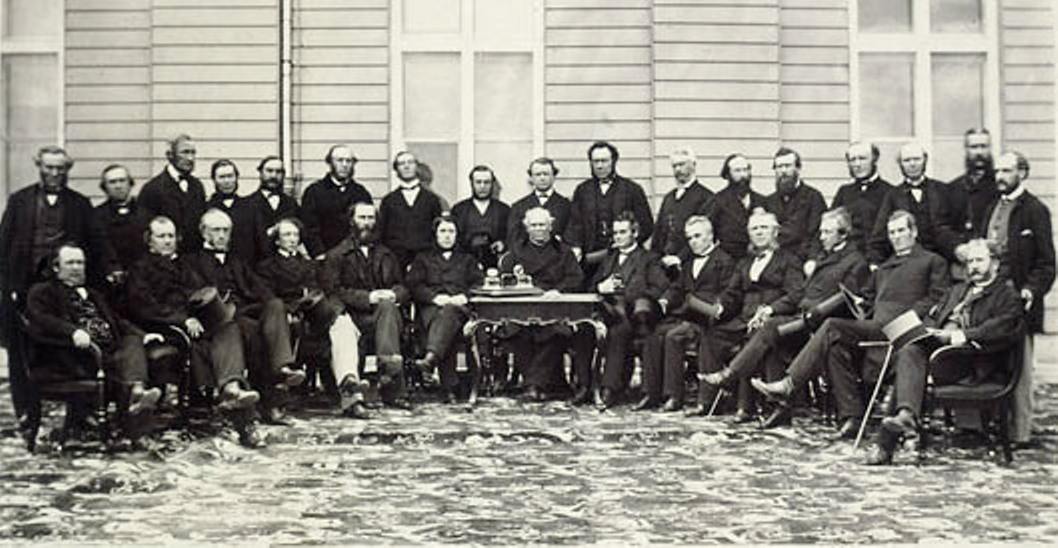
Uczestnicy konferencji w Quebecu

Konferencja w Quebecu – konferencja, na której powzięto ostateczne decyzje dotyczące Konfederacji Kanady. Konferencja rozpoczęła się 10 października i zakończyła 27 października 1864 r. w mieście Quebec i była kontynuacją konferencji w Charlottetown. Na konferencji spotkali się przedstawiciele prowincji morskich Nowej Szkocji, Nowego Brunszwiku i Wyspy Księcia Edwarda oraz delegaci Unii Kanady – Ontario i Quebecu. Delegaci Nowej Fundlandii uczestniczyli w konferencji jako obserwatorzy. Przewodniczącym obrad został Étienne-Paschal Taché. Wynikiem obrad był dokument znany jako 72 Resolution lub Quebec Resolution (rezolucja quebecka). Dokument ten był podstawą negocjacji w czasie konferencji londyńskiej w sprawie Kanady.
W konferencji uczestniczyli delegaci:
- Kanady Wschodniej
  - George-Étienne Cartier
  - Jean-Charles Chapais
  - Antoine-Aimé Dorion
  - Thomas D’Arcy McGee
  - Alexander Tilloch Galt
  - Hector-Louis Langevin
  - Étienne-Paschal Taché
- Kanady Zachodniej
  - George Brown
  - Alexander Campbell
  - James Cockburn
  - John Macdonald
  - William McDougall
  - Oliver Mowat
- Nowy Brunszwik
  - Edward Barron Chandler
  - Charles Fisher
  - John Hamilton Gray
  - John Mercer Johnson
  - Peter Mitchell
  - William H. Steeves
  - Samuel Leonard Tilley
- Nowa Szkocja
  - Adams George Archibald
  - Robert B. Dickey
  - William Alexander Henry
  - Jonathan McCully
  - Charles Tupper
- Wyspa Księcia Edwarda
  - George Coles
  - John Hamilton Gray
  - Thomas Heath Haviland
  - Andrew Archibald Macdonald
  - Edward Palmer
  - William Henry Pope
  - Edward Whelan
- Nowa Fundlandia (obserwatorzy)
  - Frederic Carter
  - Ambrose Shea